# Lista de mortes de personalidades do rock

O cantor e guitarrista Buddy Holly, vitimado por um acidente aéreo ocorrido em 1959 que se tornaria conhecido como "o dia em que a música morreu"

Esta é uma lista de mortes de personalidades do rock, relacionando cronologicamente nomes de músicos praticantes do gênero musical denominado rock, suas atuações (solo ou em conjunto) e respectivas datas e causas de morte.
Um evento memorável no rock internacional foi o acidente de avião ocorrido em 1959 nos Estados Unidos, que vitimou Buddy Holly, Ritchie Valens e J.P. Richardson, no que se tornaria conhecido mais tarde como "o dia em que a música morreu". Um outro acidente aéreo foi de grande repercussão no Brasil quando, em 1996, um Learjet colidiu com a Serra da Cantareira em São Paulo, matando todos os integrantes da banda Mamonas Assassinas.
A morte do cantor Elvis Presley em 1977 abalou milhares de fãs, gerando tal comoção que persiste entre muitos deles até hoje a teoria de que o cantor continua vivo.

## Década de 1950
| Data                   | Nome            | Idade | Origem         | Atuação                          | Causa                     |
| ---------------------- | --------------- | ----- | -------------- | -------------------------------- | ------------------------- |
| 3 de fevereiro de 1959 | Buddy Holly     | 22    | Estados Unidos | Líder do The Crickets            | Acidente aéreo            |
| 3 de fevereiro de 1959 | Ritchie Valens  | 17    | Estados Unidos | Cantor solo                      | Acidente aéreo e incêndio |
| 3 de fevereiro de 1959 | J.P. Richardson | 28    | Estados Unidos | Cantor, compositor e disk jockey | Acidente aéreo            |

## Década de 1960
| Data                  | Nome             | Idade | Origem         | Atuação                                | Causa                           |
| --------------------- | ---------------- | ----- | -------------- | -------------------------------------- | ------------------------------- |
| 17 de abril de 1960   | Eddie Cochran    | 21    | Estados Unidos | Cantor e compositor solo               | Acidente automobilístico        |
| 10 de abril de 1962   | Stuart Sutcliffe | 21    | Escócia        | Ex-baixista do Beatles                 | Hemorragia cerebral             |
| 5 de março de 1963    | Patsy Cline      | 30    | Estados Unidos | Cantora solo                           | Acidente aéreo                  |
| 14 de agosto de 1964  | Johnny Burnette  | 30    | Estados Unidos | Cantor solo                            | Afogado em um acidente de barco |
| 21 de outubro de 1965 | Bill Black       | 39    | Estados Unidos | Baixista de Elvis Presley              | Tumor cerebral                  |
| 18 de julho de 1966   | Bobby Fuller     | 23    | Estados Unidos | Cantor solo                            | Suicídio (ou assassinato)       |
| 7 de outubro de 1966  | Johnny Kidd      | 30    | Inglaterra     | Vocalista do Johnny Kidd & The Pirates | Acidente automobilístico        |
| 12 de maio de 1969    | Martin Lamble    | 19    | Inglaterra     | Baterista do Fairport Convention       | Acidente automobilístico        |
| 3 de julho de 1969    | Brian Jones      | 27    | Inglaterra     | Guitarrista dos Rolling Stones         | Afogamento                      |

## Década de 1970
| Data                    | Nome                  | Idade | Origem         | Atuação                                   | Causa |
| ----------------------- | --------------------- | ----- | -------------- | ----------------------------------------- | --- |
| 3 de setembro de 1970   | Alan Wilson           | 27    | Estados Unidos | Vocalista e compositor do Canned Heat     | Overdose (ou suicídio)                                                                                          |
| 18 de setembro de 1970  | Jimi Hendrix          | 27    | Estados Unidos | Guitarrista, cantor e compositor          | Sufocado com o próprio vômito (overdose)                                                                        |
| 4 de outubro de 1970    | Janis Joplin          | 27    | Estados Unidos | Cantora solo                              | Overdose de heroína                                                                                             |
| 3 de julho de 1971      | Jim Morrison          | 27    | Estados Unidos | Cantor e compositor do The Doors          | Ataque cardíaco (causa oficial) ou overdose de heroína (teoria mais aceita, pois não foi realizada autópsia)    |
| 12 de outubro de 1971   | Gene Vincent          | 36    | Estados Unidos | Cantor solo                               | Cirrose gástrica                                                                                                |
| 29 de outubro de 1971   | Duane Allman          | 24    | Estados Unidos | Guitarrista do The Allman Brothers Band   | Acidente de motocicleta                                                                                         |
| 3 de maio de 1972       | Leslie Harvey         | 27    | Escócia        | Guitarrista do Stone the Crows            | Eletrocutado durante um ensaio ao encostar em um microfone não aterrado com as mãos molhadas                    |
| 2 de agosto de 1972     | Brian Cole            | 29    | Estados Unidos | Baixista do The Association               | Overdose de heroína                                                                                             |
| 6 de novembro de 1972   | Billy Murcia          | 21    | Estados Unidos | Baterista do The New York Dolls           | Overdose seguida de asfixia                                                                                     |
| 11 de novembro de 1972  | Berry Oakley          | 24    | Estados Unidos | Baixista do The Allman Brothers Band      | Acidente de motocicleta                                                                                         |
| 8 de março de 1973      | Ron McKernan          | 27    | Estados Unidos | Tecladista do Grateful Dead               | Hemorragia gastrointestinal                                                                                     |
| 14 de julho de 1973     | Clarence White        | 29    | Estados Unidos | Ex-guitarrista do The Byrds               | Atropelado |
| 19 de setembro de 1973  | Gram Parsons          | 26    | Estados Unidos | Ex-guitarrista do The Byrds               | Overdose de tequila e morfina                                                                                   |
| 20 de setembro de 1973  | Jim Croce             | 30    | Estados Unidos | Cantor e compositor                       | Acidente aéreo                                                                                                  |
| 9 de outubro de 1973    | Sister Rosetta Tharpe | 58    | Estados Unidos | Cantora, compositora e guitarrista        | Derrame |
| 26 de novembro de 1973  | John Rostill          | 31    | Inglaterra     | Baixista do The Shadows                   | Eletrocutado enquanto tocava guitarra em seu estúdio caseiro                                                    |
| 17 de abril de 1974     | Vinnie Taylor         | 24    | Estados Unidos | Guitarrista do Sha Na Na e do Canned Heat | Overdose de heroína                                                                                             |
| 23 de setembro de 1974  | Robbie McIntosh       | 42    | Escócia        | Baterista da Average White Band           | Overdose ao cheirar heroína pura pensando que era cocaína                                                       |
| 8 de maio de 1974       | Graham Bond           | 36    | Inglaterra     | Cantor                                    | Acidente (ou suicídio) ao cair nos trilhos de uma estação de metrô                                              |
| 29 de julho de 1974     | Mama Cass Elliot      | 32    | Estados Unidos | Ex-vocalista do The Mamas & The Papas     | Ataque cardíaco                                                                                                 |
| 24 de abril de 1975     | Pete Ham              | 27    | País de Gales  | Vocalista e guitarrista do Badfinger      | Suicídio por enforcamento                                                                                       |
| 10 de fevereiro de 1975 | Dave Alexander        | 27    | Estados Unidos | Baixista do The Stooges                   | Edema pulmonar                                                                                                  |
| 8 de dezembro de 1975   | Gary Thain            | 27    | Nova Zelândia  | Ex-baixista do Uriah Heep                 | Overdose de heroína                                                                                             |
| 19 de março de 1976     | Paul Kossoff          | 25    | Inglaterra     | Guitarrista do Free                       | Overdose de drogas                                                                                              |
| 4 de dezembro de 1976   | Tommy Bolin           | 25    | Estados Unidos | Guitarrista do Deep Purple                | Overdose de drogas                                                                                              |
| 16 de agosto de 1977    | Elvis Presley         | 42    | Estados Unidos | Cantor                                    | Ataque cardíaco                                                                                                 |
| 16 de setembro de 1977  | Marc Bolan            | 29    | Inglaterra     | Vocalista do T. Rex                       | Acidente automobilístico                                                                                        |
| 20 de outubro de 1977   | Ronnie Van Zant       | 29    | Estados Unidos | Vocalista do Lynyrd Skynyrd               | Acidente aéreo                                                                                                  |
| 20 de outubro de 1977   | Steve Gaines          | 28    | Estados Unidos | Guitarrista do Lynyrd Skynyrd             | Acidente aéreo                                                                                                  |
| 20 de outubro de 1977   | Cassie Gaines         | 29    | Estados Unidos | Backing vocal do Lynyrd Skynyrd           | Acidente aéreo                                                                                                  |
| 23 de janeiro de 1978   | Terry Kath            | 31    | Estados Unidos | Vocalista e guitarrista do Chicago        | Ao apontar uma pistola automática (que ele achava estar descarregada) contra a própria cabeça e puxar o gatilho |
| 7 de setembro de 1978   | Keith Moon            | 32    | Inglaterra     | Baterista do The Who                      | Overdose acidental de medicamentos                                                                              |
| 27 de dezembro de 1978  | Chris Bell            | 27    | Estados Unidos | Guitarrista do Big Star                   | Acidente automobilístico                                                                                        |
| 2 de fevereiro de 1979  | Sid Vicious           | 21    | Inglaterra     | Baixista do Sex Pistols                   | Overdose de heroína                                                                                             |
| 19 de agosto de 1979    | Dorsey Burnette       | 46    | Estados Unidos | Cantor e baixista                         | Ataque cardíaco                                                                                                 |
| 17 de novembro de 1979  | John Glascock         | 28    | Inglaterra     | Baixista do Jethro Tull                   | Complicações decorrentes de cardiopatia congênita                                                               |

## Década de 1980
| Data                    | Nome                 | Idade | Origem         | Atuação                                                 | Causa |
| ----------------------- | -------------------- | ----- | -------------- | ------------------------------------------------------- | --- |
| 19 de fevereiro de 1980 | Bon Scott            | 33    | Escócia        | Vocalista do AC/DC                                      | Sufocado com o próprio vômito devido a coma alcoólico                                                                      |
| 18 de maio de 1980      | Ian Curtis           | 23    | Inglaterra     | Vocalista do Joy Division                               | Suicídio por enforcamento                                                                                                  |
| 25 de setembro de 1980  | John Bonham          | 32    | Inglaterra     | Baterista do Led Zeppelin                               | Sufocado com o próprio vômito devido a consumo excessivo de vodka                                                          |
| 27 de outubro de 1980   | Steve Took           | 31    | Inglaterra     | Baterista do T. Rex                                     | Engasgado com a cereja de um coquetel (causa oficial) consequência provável de consumo de morfina e cogumelos alucinógenos |
| 8 de dezembro de 1980   | John Lennon          | 40    | Inglaterra     | Ex-guitarrista, vocalista e membro fundador dos Beatles | Assassinado a tiros |
| 9 de fevereiro de 1981  | Bill Haley           | 55    | Estados Unidos | Cantor                                                  | Ataque cardíaco (causa oficial), consequência provável de complicações decorrentes de um tumor cerebral                    |
| 5 de abril de 1981      | Bob Hite             | 38    | Estados Unidos | Vocalista do Canned Heat                                | Ataque cardíaco |
| 4 de fevereiro de 1982  | Alex Harvey          | 47    | Escócia        | Vocalista do Sensational Alex Harvey Band               | Ataque cardíaco |
| 19 de março de 1982     | Randy Rhoads         | 25    | Escócia        | Guitarrista do Quiet Riot e de Ozzy Osbourne            | Acidente aéreo |
| 16 de junho de 1982     | James Honeyman-Scott | 25    | Inglaterra     | Guitarrista do The Pretenders                           | Overdose de cocaína e heroína                                                                                              |
| 14 de abril de 1983     | Pete Farndon         | 30    | Inglaterra     | Ex-baixista do The Pretenders                           | Afogado em uma banheira após overdose de heroína                                                                           |
| 17 de abril de 1983     | Felix Pappalardi     | 43    | Estados Unidos | Baixista e tecladista do Mountain                       | Assassinado com um tiro no pescoço por sua esposa                                                                          |
| 19 de novembro de 1983  | Tom Evans            | 36    | Inglaterra     | Baixista do Badfinger                                   | Suicídio por enforcamento                                                                                                  |
| 28 de dezembro de 1983  | Dennis Wilson        | 39    | Estados Unidos | Baterista do Beach Boys                                 | Afogamento |
| 6 de junho de 1984      | Júlio Barroso        | 30    | Brasil         | Vocalista do grupo Gang 90 e as Absurdettes             | Acidente (ou suicídio) ao cair da janela de seu apartamento, no 11º andar                                                  |
| 28 de fevereiro de 1985 | David Byron          | 38    | Inglaterra     | Vocalista do Uriah Heep                                 | Complicações de saúde provocadas por abuso de álcool                                                                       |
| 12 de outubro de 1985   | Ricky Wilson         | 32    | Estados Unidos | Guitarrista do The B-52s                                | Complicações de saúde em decorrência de AIDS                                                                               |
| 31 de dezembro de 1985  | Ricky Nelson         | 45    | Estados Unidos | Cantor                                                  | Acidente aéreo |
| 4 de janeiro de 1986    | Phil Lynott          | 36    | Irlanda        | Vocalista do Thin Lizzy                                 | Insuficiência cardíaca e pneumonia provocados por abuso de álcool e drogas                                                 |
| 4 de março de 1986      | Richard Manuel       | 42    | Canadá         | Tecladista, pianista e vocalista do The Band            | Suicídio por enforcamento                                                                                                  |
| 27 de setembro de 1986  | Cliff Burton         | 24    | Estados Unidos | Baixista do Metallica                                   | Acidente de ônibus durante a turnê Damage Inc.                                                                             |
| 4 de maio de 1987       | Paul Butterfield     | 44    | Estados Unidos | Cantor                                                  | Ataque cardíaco provocado por abuso de drogas                                                                              |
| 10 de março de 1988     | Andy Gibb            | 30    | Reino Unido    | Cantor                                                  | Inflamação no miocárdio causado por uma infecção viral                                                                     |
| 25 de junho de 1988     | Hillel Slovak        | 26    | Israel         | Guitarrista do Red Hot Chili Peppers                    | Overdose de heroína |
| 18 de julho de 1988     | Nico                 | 49    | Alemanha       | Vocalista do Velvet Underground                         | Hemorragia cerebral |
| 6 de dezembro de 1988   | Roy Orbison          | 52    | Estados Unidos | Cantor                                                  | Ataque cardíaco |
| 21 de agosto de 1989    | Raul Seixas          | 44    | Brasil         | Cantor                                                  | Pancreatite aguda provocada por abuso de álcool                                                                            |

## Década de 1990
| Data                   | Nome                | Idade | Origem         | Atuação                                                          | Causa                                                                                   |
| ---------------------- | ------------------- | ----- | -------------- | ---------------------------------------------------------------- | --------------------------------------------------------------------------------------- |
| 23 de janeiro de 1990  | Allen Collins       | 37    | Estados Unidos | Ex-guitarrista do Lynyrd Skynyrd                                 | Pneumonia                                                                               |
| 19 de março de 1990    | Andrew Wood         | 24    | Estados Unidos | Vocalista do Mother Love Bone                                    | Overdose de heroína                                                                     |
| 3 de junho de 1990     | Stiv Bators         | 40    | Estados Unidos | Vocalista do Dead Boys                                           | Atropelado                                                                              |
| 7 de julho de 1990     | Cazuza              | 32    | Brasil         | Cantor e compositor                                              | Complicações de saúde em decorrência de AIDS                                            |
| 27 de agosto de 1990   | Stevie Ray Vaughan  | 35    | Estados Unidos | Cantor, compositor e guitarrista                                 | Acidente aéreo                                                                          |
| 6 de setembro de 1990  | Tom Fogerty         | 48    | Estados Unidos | Ex-guitarrista do Creedence Clearwater Revival                   | Tuberculose resultante de complicações de saúde relacionadas a AIDS                     |
| 8 de janeiro de 1991   | Steve Clark         | 30    | Inglaterra     | Guitarrista do Def Leppard                                       | Overdose acidental de codeína misturada a diazepam, morfina e bebidas alcoólicas        |
| 8 de abril de 1991     | Per Yngve Ohlin     | 22    | Suécia         | Vocalista do Mayhem                                              | Suicídio                                                                                |
| 20 de abril de 1991    | Steve Marriott      | 44    | Inglaterra     | Ex-vocalista do The Small Faces                                  | Incêndio                                                                                |
| 23 de abril de 1991    | Johnny Thunders     | 38    | Estados Unidos | Ex-vocalista e guitarrista do New York Dolls e The Heartbreakers | Causa não-determinada — hipóteses vão de overdose de metadona a leucemia e assassinato  |
| 17 de setembro de 1991 | Rob Tyner           | 46    | Estados Unidos | Ex-vocalista do MC5                                              | Ataque cardíaco                                                                         |
| 24 de novembro de 1991 | Freddie Mercury     | 45    | Tanzânia       | Vocalista do Queen                                               | Complicações de saúde em decorrência de AIDS                                            |
| 24 de novembro de 1991 | Eric Carr           | 41    | Estados Unidos | Baterista do Kiss                                                | Câncer de coração                                                                       |
| 14 de janeiro de 1992  | Jerry Nolan         | 40    | Estados Unidos | Ex-baterista do New York Dolls e The Heartbreakers               | Meningite e pneumonia, seguidos de derrame e estado de coma                             |
| 5 de agosto de 1992    | Jeff Porcaro        | 38    | Estados Unidos | Baterista do Toto                                                | Ataque cardíaco                                                                         |
| 23 de dezembro de 1992 | Eddie Hazel         | 42    | Estados Unidos | Guitarrista do Parliament-Funkadelic                             | Hemorragia interna e falência hepática                                                  |
| 29 de abril de 1993    | Mick Ronson         | 46    | Inglaterra     | Ex-guitarrista de David Bowie                                    | Câncer no fígado                                                                        |
| 28 de junho de 1993    | G.G. Allin          | 36    | Estados Unidos | Cantor                                                           | Overdose de heroína                                                                     |
| 10 de agosto de 1993   | Øystein Aarseth     | 25    | Noruega        | Guitarrista do Mayhem                                            | Assassinado a facadas por Varg Vikernes, seu colega de banda                            |
| 17 de outubro de 1993  | Criss Oliva         | 30    | Estados Unidos | Guitarrista do Savatage                                          | Acidente automobilístico                                                                |
| 1 de dezembro de 1993  | Ray Gillen          | 34    | Estados Unidos | Vocalista do Badlands                                            | Complicações de saúde em decorrência de AIDS                                            |
| 4 de dezembro de 1993  | Frank Zappa         | 52    | Estados Unidos | Cantor                                                           | Câncer de próstata                                                                      |
| 19 de dezembro de 1993 | Michael Clarke      | 47    | Estados Unidos | Ex-baterista do The Byrds                                        | Insuficiência hepática devido a abuso de álcool                                         |
| 15 de janeiro de 1994  | Harry Nilsson       | 52    | Estados Unidos | Cantor e compositor                                              | Insuficiência cardíaca                                                                  |
| 5 de abril de 1994     | Kurt Cobain         | 27    | Estados Unidos | Vocalista e guitarrista do Nirvana                               | Suicídio por arma de fogo                                                               |
| 16 de junho de 1994    | Kristen Pfaff       | 27    | Estados Unidos | Baixista do Janitor Joe e do Hole                                | Overdose de heroína                                                                     |
| 8 de julho de 1994     | Skunk               | 27    | Brasil         | Ex-vocalista do Planet Hemp                                      | Complicações de saúde em decorrência de AIDS                                            |
| 6 de setembro de 1994  | Nicky Hopkins       | 50    | Inglaterra     | Tecladista e pianista                                            | Complicações decorrentes de uma cirurgia intestinal                                     |
| 4 de novembro de 1994  | Fred "Sonic" Smith  | 45    | Estados Unidos | Ex-guitarrista do MC5                                            | Insuficiência cardíaca                                                                  |
| 8 de março de 1995     | Ingo Schwichtenberg | 29    | Alemanha       | Ex-baterista do Helloween                                        | Suicídio ao pular na frente de um trem em movimento                                     |
| 14 de junho de 1995    | Rory Gallagher      | 47    | Inglaterra     | Cantor, compositor e multi-instrumentista                        | Complicações de saúde em decorrência de infecção hospitalar                             |
| 9 de agosto de 1995    | Jerry Garcia        | 53    | Estados Unidos | Vocalista e guitarrista do Grateful Dead                         | Ataque cardíaco                                                                         |
| 21 de outubro de 1995  | Shannon Hoon        | 28    | Estados Unidos | Vocalista do Blind Melon                                         | Overdose de drogas                                                                      |
| 2 de março de 1996     | Dinho               | 24    | Brasil         | Vocalista do Mamonas Assassinas                                  | Acidente aéreo                                                                          |
| 2 de março de 1996     | Júlio Rasec         | 28    | Brasil         | Tecladista do Mamonas Assassinas                                 | Acidente aéreo                                                                          |
| 2 de março de 1996     | Sérgio Reoli        | 26    | Brasil         | Baterista do Mamonas Assassinas                                  | Acidente aéreo                                                                          |
| 2 de março de 1996     | Samuel Reoli        | 22    | Brasil         | Baixista do Mamonas Assassinas                                   | Acidente aéreo                                                                          |
| 2 de março de 1996     | Bento Hinoto        | 25    | Brasil         | Guitarrista do Mamonas Assassinas                                | Acidente aéreo                                                                          |
| 25 de março de 1996    | Bradley Nowell      | 28    | Estados Unidos | Vocalista e guitarrista do Sublime                               | Overdose de heroína                                                                     |
| 17 de julho de 1996    | Chas Chandler       | 57    | Inglaterra     | Ex-baixista do The Animals                                       | Ataque cardíaco                                                                         |
| 7 de setembro de 1996  | Chris Acland        | 30    | Inglaterra     | Baterista do Lush                                                | Suicídio por enforcamento                                                               |
| 11 de outubro de 1996  | Renato Russo        | 36    | Brasil         | Vocalista do Legião Urbana                                       | Complicações de saúde em decorrência de AIDS                                            |
| 2 de fevereiro de 1997 | Chico Science       | 30    | Brasil         | Vocalista do Nação Zumbi                                         | Acidente automobilístico                                                                |
| 9 de fevereiro de 1997 | Brian Connolly      | 51    | Escócia        | Vocalista do Sweet                                               | Problemas no fígado                                                                     |
| 29 de maio de 1997     | Jeff Buckley        | 30    | Estados Unidos | Cantor e compositor                                              | Afogamento                                                                              |
| 4 de junho de 1997     | Ronnie Lane         | 51    | Inglaterra     | Ex-baixista do The Small Faces e do The Faces                    | Complicações de saúde em decorrência de esclerose múltipla                              |
| 12 de outubro de 1997  | John Denver         | 53    | Estados Unidos | Cantor e compositor                                              | Acidente aéreo                                                                          |
| 22 de novembro de 1997 | Michael Hutchence   | 37    | Austrália      | Vocalista do INXS                                                | Suicídio por enforcamento (causa oficial) ou sufocamento acidental durante asfixiofilia |
| 14 de dezembro de 1997 | Kurt Winter         | 51    | Canadá         | Guitarrista do Guess Who                                         | Insuficiência renal                                                                     |
| 19 de janeiro de 1998  | Carl Perkins        | 65    | Estados Unidos | Cantor e compositor                                              | Derrame provocado por complicações de saúde em decorrência de câncer de garganta        |
| 6 de fevereiro de 1998 | Carl Wilson         | 51    | Estados Unidos | Guitarrista e vocalista do Beach Boys                            | Tumor cerebral                                                                          |
| 5 de abril de 1998     | Cozy Powell         | 50    | Inglaterra     | Baterista                                                        | Acidente automobilístico                                                                |
| 2 de maio de 1998      | Hideto Matsumoto    | 33    | Japão          | Guitarrista do X JAPAN                                           | Suicídio por enforcamento                                                               |
| 3 de julho de 1999     | Mark Sandman        | 46    | Estados Unidos | Vocalista do Morphine                                            | Ataque cardíaco durante um show de sua banda                                            |
| 20 de agosto de 1999   | Bobby Sheehan       | 31    | Estados Unidos | Baixista do Blues Traveler                                       | Overdose de drogas                                                                      |
| 10 de dezembro de 1999 | Rick Danko          | 56    | Canadá         | Baixista e vocalista do The Band                                 | Ataque cardíaco                                                                         |

## Década de 2000
| Data                    | Nome                     | Idade | Origem         | Atuação                                                                | Causa                                                                      |
| ----------------------- | ------------------------ | ----- | -------------- | ---------------------------------------------------------------------- | -------------------------------------------------------------------------- |
| 3 de outubro de 2000    | Benjamin Orr             | 53    | Estados Unidos | Ex-vocalista e baixista do The Cars                                    | Câncer no pâncreas                                                         |
| 19 de dezembro de 2000  | Rob Buck                 | 42    | Estados Unidos | Guitarrista do 10.000 Maniacs                                          | Insuficiência hepática                                                     |
| 10 de janeiro de 2001   | Bryan Gregory            | 46    | Estados Unidos | Ex-guitarrista do The Cramps                                           | Ataque cardíaco seguido de pneumonia                                       |
| 15 de abril de 2001     | Joey Ramone              | 49    | Estados Unidos | Vocalista do Ramones                                                   | Câncer linfático                                                           |
| 13 de junho de 2001     | Marcelo Fromer           | 39    | Brasil         | Guitarrista do Titãs                                                   | Atropelamento                                                              |
| 29 de novembro de 2001  | George Harrison          | 58    | Inglaterra     | Ex-guitarrista e vocalista dos Beatles                                 | Câncer                                                                     |
| 13 de dezembro de 2001  | Chuck Schuldiner         | 34    | Estados Unidos | Guitarrista e vocalista do Death                                       | Tumor cerebral                                                             |
| 16 de dezembro de 2001  | Stuart Adamson           | 43    | Escócia        | Ex-vocalista e guitarrista do Big Country                              | Suicídio por enforcamento                                                  |
| 29 de dezembro de 2001  | Cássia Eller             | 39    | Brasil         | Cantora                                                                | Ataque cardíaco                                                            |
| 2 de janeiro de 2002    | Paul Baloff              | 41    | Estados Unidos | Vocalista do Exodus                                                    | Derrame seguido de morte cerebral                                          |
| 3 de janeiro de 2002    | Zac Foley                | 31    | Inglaterra     | Baixista do EMF                                                        | Overdose                                                                   |
| 14 de fevereiro de 2002 | Mick Tucker              | 54    | Inglaterra     | Baterista e backing vocal do Sweet                                     | Leucemia                                                                   |
| 5 de abril de 2002      | Layne Staley             | 34    | Estados Unidos | Vocalista do Alice in Chains                                           | Overdose de heroína e cocaína                                              |
| 5 de junho de 2002      | Dee Dee Ramone           | 50    | Estados Unidos | Ex-baixista do Ramones                                                 | Overdose de heroína                                                        |
| 27 de junho de 2002     | John Entwistle           | 57    | Inglaterra     | Baixista do The Who                                                    | Ataque cardíaco provocado por uso de cocaína                               |
| 14 de agosto de 2002    | Dave Williams            | 30    | Estados Unidos | Vocalista do Drowning Pool                                             | Insuficiência cardíaca                                                     |
| 22 de dezembro de 2002  | Joe Strummer             | 50    | Turquia        | Ex-vocalista e guitarrista do The Clash                                | Cardiopatia congênita                                                      |
| 12 de janeiro de 2003   | Maurice Gibb             | 53    | Inglaterra     | Vocalista, baixista e tecladista do Bee Gees                           | Complicações de saúde decorrentes de vôlvulo                               |
| 4 de março de 2003      | Celly Campelo            | 61    | Brasil         | Cantora                                                                | Câncer                                                                     |
| 11 de maio de 2003      | Noel Redding             | 57    | Inglaterra     | Ex-baixista do Jimi Hendrix Experience                                 | Causas naturais                                                            |
| 6 de junho de 2003      | Dave Rowberry            | 62    | Inglaterra     | Ex-tecladista do The Animals                                           | Úlcera hemorrágica                                                         |
| 22 de julho de 2003     | José Cezar Motta         | 33    | Brasil         | Guitarrista do Catedral                                                | Acidente automobilístico                                                   |
| 12 de setembro de 2003  | Johnny Cash              | 71    | Estados Unidos | Cantor                                                                 | Complicações de saúde em decorrência de diabetes                           |
| 21 de outubro de 2003   | Elliott Smith            | 34    | Estados Unidos | Cantor                                                                 | Suicídio (ou assassinato) por esfaqueamento                                |
| 3 de junho de 2004      | Quorthon                 | 38    | Suécia         | Cantor, compositor e multi-instrumentista e fundador da banda Bathory. | Insuficiência cardíaca                                                     |
| 15 de setembro de 2004  | Johnny Ramone            | 55    | Estados Unidos | Guitarrista dos Ramones                                                | Câncer de próstrata                                                        |
| 4 de novembro de 2004   | Rob Heaton               | 43    | Inglaterra     | Ex-baterista do New Model Army                                         | Câncer de pâncreas                                                         |
| 8 de dezembro de 2004   | Dimebag Darrell          | 38    | Estados Unidos | Ex-guitarrista das bandas Pantera e Damageplan                         | Assassinado a tiros durante um show                                        |
| 26 de março de 2005     | Paul Hester              | 46    | Austrália      | Ex-baterista do Crowded House.                                         | Suicídio por enforcamento                                                  |
| 14 de julho de 2005     | Michael Dahlquist        | 39    | Estados Unidos | Baterista da banda Silkworm                                            | Acidente automobilístico                                                   |
| 04 de outubro de 2005   | Mike Gibbins             | 56    | País de Gales  | Ex-baterista do Badfinger                                              | Aneurisma cerebral                                                         |
| 4 de junho de 2006      | Rodrigo Netto            | 29    | Brasil         | Guitarrista da banda Detonautas                                        | Baleado com dois tiros em uma tentativa de assalto                         |
| 6 de junho de 2006      | Billy Preston            | 59    | Estados Unidos | Cantor, compositor, pianista e tecladista                              | Complicações de saúde em decorrência de nefropatia                         |
| 7 de julho de 2006      | Syd Barrett              | 60    | Inglaterra     | Ex-guitarrista e vocalista do Pink Floyd                               | Câncer pancreático                                                         |
| 3 de agosto de 2006     | Arthur Lee               | 61    | Estados Unidos | Vocalista do Love                                                      | Leucemia                                                                   |
| 27 de agosto de 2006    | Jesse Pintado            | 37    | México         | Ex-guitarrista do Terrorizer e do Napalm Death                         | Insuficiência hepática                                                     |
| 9 de março de 2007      | Brad Delp                | 55    | Estados Unidos | Vocalista do Boston                                                    | Suicídio por inalação de monóxido de carbono                               |
| 5 de abril de 2007      | Mark St. John            | 51    | Estados Unidos | Ex-guitarrista do Kiss                                                 | Derrame                                                                    |
| 25 de novembro de 2007  | Kevin Dubrow             | 52    | Estados Unidos | Vocalista do Quiet Riot                                                | Overdose de cocaína                                                        |
| 12 de dezembro de 2007  | Ike Turner               | 76    | Estados Unidos | Ex-guitarrista do duo Ike & Tina Turner                                | Overdose de cocaína                                                        |
| 2 de março de 2008      | Jeff Healey              | 41    | Canadá         | Vocalista, guitarrista e fundador do The Jeff Healey Band              | Retinoblastoma                                                             |
| 11 de maio de 2008      | John Rutsey              | 55    | Canadá         | Ex-baterista do Rush                                                   | Problemas de saúde decorrentes de diabetes                                 |
| 2 de junho de 2008      | Bo Diddley               | 79    | Estados Unidos | Cantor, guitarrista e compositor                                       | Insuficiência cardíaca                                                     |
| 1 de julho de 2008      | Mel Galley               | 60    | Inglaterra     | Ex-guitarrista do Whitesnake                                           | Câncer                                                                     |
| 15 de setembro de 2008  | Richard Wright           | 65    | Inglaterra     | Ex-tecladista do Pink Floyd                                            | Câncer                                                                     |
| 12 de novembro de 2008  | Mitch Mitchell           | 62    | Inglaterra     | Ex-baterista do The Jimi Hendrix Experience                            | Causas naturais                                                            |
| 30 de novembro de 2008  | Munetaka Higuchi         | 49    | Japão          | Baterista do Loudness                                                  | Câncer                                                                     |
| 6 de janeiro de 2009    | Ron Asheton              | 60    | Estados Unidos | Guitarrista do The Stooges                                             | Causa não-determinada (provável ataque cardíaco)                           |
| 28 de janeiro de 2009   | Billy Powell             | 56    | Estados Unidos | Tecladista do Lynyrd Skynyrd                                           | Causa não-determinada (provável ataque cardíaco)                           |
| 4 de fevereiro de 2009  | Lux Interior             | 62    | Estados Unidos | Vocalista do The Cramps                                                | Ataque cardíaco                                                            |
| 28 de dezembro de 2009  | Jimmy "The Rev" Sullivan | 28    | Estados Unidos | Baterista do Avenged Sevenfold                                         | Overdose acidental de oximoforna, oxicodona, diazepam, nordazepam e etanol |

## Década de 2010
| Data                    | Nome                     | Idade | Origem           | Atuação                                                                                 | Causa                                                           |
| ----------------------- | ------------------------ | ----- | ---------------- | --------------------------------------------------------------------------------------- | --------------------------------------------------------------- |
| 14 de abril de 2010     | Peter Steele             | 48    | Estados Unidos   | Vocalista do Type O Negative                                                            | Parada cardíaca                                                 |
| 16 de maio de 2010      | Ronnie James Dio         | 67    | Estados Unidos   | Vocalista das bandas Elf, Rainbow, Dio, Black Sabbath e Heaven and Hell                 | Câncer de estômago                                              |
| 24 de maio de 2010      | Paul Gray                | 38    | Estados Unidos   | Baixista do Slipknot                                                                    | Overdose acidental de morfina e fentanil                        |
| 6 de junho de 2010      | Marvin Isley             | 56    | Estados Unidos   | Ex-baixista do The Isley Brothers                                                       | Complicações de saúde em decorrência de diabetes                |
| 7 de junho de 2010      | Stuart Cable             | 40    | País de Gales    | Ex-baterista do Stereophonics                                                           | Sufocado no próprio vômito após consumo excessivo de álcool     |
| 16 de junho de 2010     | Garry Shider             | 56    | Estados Unidos   | Guitarrista do Parliament-Funkadelic                                                    | Câncer no cérebro e pulmão                                      |
| 23 de junho de 2010     | Pete Quaife              | 66    | Inglaterra       | Ex-baixista do The Kinks                                                                | Insuficiência renal                                             |
| 19 de julho de 2010     | Andy Hummel              | 59    | Estados Unidos   | Ex-baixista do Big Star                                                                 | Câncer                                                          |
| 26 de julho de 2010     | Ben Keith                | 73    | Estados Unidos   | Guitarrista de Neil Young                                                               | Ataque cardíaco                                                 |
| 28 de julho de 2010     | Derf Scratch             | 59    | Estados Unidos   | Baixista do Fear                                                                        | Complicações de saúde em decorrência de doença não divulgada,   |
| 6 de agosto de 2010     | Phelps "Catfish" Collins | 66    | Estados Unidos   | Guitarrista do Parliament-Funkadelic                                                    | Câncer                                                          |
| 12 de agosto de 2010    | Richie Hayward           | 64    | Estados Unidos   | Baterista e co-fundador do Little Feat                                                  | Câncer de fígado                                                |
| 3 de setembro de 2010   | Mike Edwards             | 62    | Inglaterra       | Ex-violoncelista do Electric Light Orchestra                                            | Esmagado por um fardo de feno de 600 kg                         |
| 5 de outubro de 2010    | Steve Lee                | 47    | Suíça            | Vocalista do Gotthard                                                                   | Acidente de trânsito                                            |
| 6 de fevereiro de 2011  | Gary Moore               | 58    | Irlanda do Norte | Ex-guitarrista do Thin Lizzy                                                            | Provável ataque cardíaco                                        |
| 8 de março de 2011      | Mike Starr               | 44    | Estados Unidos   | Ex-baixista do Alice in Chains                                                          | Causa não-determinada                                           |
| 18 de março de 2011     | Jet Harris               | 71    | Inglaterra       | Ex-baixista do The Shadows                                                              | Câncer                                                          |
| 4 de abril de 2011      | Scott Columbus           | 54    | Estados Unidos   | Ex-baterista do Manowar                                                                 | Causa não divulgada                                             |
| 9 de julho de 2011      | Michael "Würzel" Burston | 61    | Inglaterra       | Ex-guitarrista do Motörhead                                                             | Miocardiopatia                                                  |
| 24 de julho de 2011     | Dan Peek                 | 60    | Estados Unidos   | Ex-integrante do America                                                                | Causa não determinada                                           |
| 11 de agosto de 2011    | Jani Lane                | 47    | Estados Unidos   | Ex-vocalista do Warrant                                                                 | Intoxicação causada por abuso de álcool                         |
| 29 de fevereiro de 2012 | David Jones              | 67    | Inglaterra       | Ex-vocalista do The Monkees                                                             | Ataque cardíaco                                                 |
| 19 de abril de 2012     | Greg Ham                 | 58    | Austrália        | Ex-flautista, saxofonista e tecladista do Men at Work                                   | Causa não determinada                                           |
| 19 de abril de 2012     | Levon Helm               | 71    | Estados Unidos   | Ex-baterista e vocalista do The Band                                                    | Câncer                                                          |
| 13 de maio de 2012      | Donald "Duck" Dunn       | 70    | Estados Unidos   | Ex-integrante do Booker T. & the M.G.'s                                                 | Causas naturais                                                 |
| 20 de maio de 2012      | Robin Gibb               | 62    | Reino Unido      | Vocalista do Bee Gees.                                                                  | Câncer no fígado                                                |
| 16 de julho de 2012     | Jon Lord                 | 71    | Inglaterra       | Ex-tecladista do Deep Purple                                                            | Embolia pulmonar                                                |
| 1 de novembro de 2012   | Mitch Lucker             | 28    | Estados Unidos   | Vocalista do Suicide Silence                                                            | Acidente de motocicleta                                         |
| 6 de março de 2013      | Alvin Lee                | 68    | Inglaterra       | Vocalista do Ten Years After                                                            | Complicações decorrentes de um procedimento cirúrgico de rotina |
| 6 de março de 2013      | Chorão                   | 42    | Brasil           | Vocalista do Charlie Brown Jr.                                                          | Overdose de cocaína                                             |
| 7 de março de 2013      | Peter Banks              | 65    | Inglaterra       | Ex-guitarrista do Yes                                                                   | Ataque cardíaco                                                 |
| 12 de março de 2013     | Clive Burr               | 56    | Inglaterra       | Ex-baterista do Iron Maiden                                                             | Complicações decorrentes de uma esclerose múltipla              |
| 22 de abril de 2013     | Richie Havens            | 72    | Estados Unidos   | Cantor e compositor                                                                     | Ataque cardíaco                                                 |
| 2 de maio de 2013       | Jeff Hanneman            | 49    | Estados Unidos   | Guitarrista do Slayer                                                                   | Insuficiência hepática                                          |
| 5 de maio de 2013       | Peu Sousa                | 35    | Brasil           | Ex-guitarrista de Pitty e Nove Mil Anjos                                                | Suicídio por enforcamento                                       |
| 20 de maio de 2013      | Ray Manzarek             | 74    | Estados Unidos   | Ex-tecladista do The Doors                                                              | Câncer no ducto biliar                                          |
| 9 de setembro de 2013   | Champignon               | 35    | Brasil           | Ex-baixista do Charlie Brown Jr., Nove Mil Anjos e A Banca                              | Suicídio por arma de fogo                                       |
| 27 de outubro de 2013   | Lou Reed                 | 71    | Estados Unidos   | Artista solo, ex-integrante do The Velvet Underground                                   | Complicações decorrentes de um transplante de fígado            |
| 11 de julho de 2014     | Tommy Ramone             | 65    | Hungria          | Ex-baterista dos Ramones                                                                | Câncer no ducto colédoco                                        |
| 16 de julho de 2014     | Johnny Winter            | 70    | Estados Unidos   | Cantor e guitarrista                                                                    | Causa não divulgada                                             |
| 1 de setembro de 2014   | Jimi Jamison             | 63    | Estados Unidos   | Vocalista da banda Survivor                                                             | Ataque cardíaco                                                 |
| 25 de outubro de 2014   | Jack Bruce               | 71    | Escócia          | Ex-vocalista e baixista do Cream                                                        | Complicações no fígado                                          |
| 1 de novembro de 2014   | Wayne Static             | 49    | Estados Unidos   | Vocalista e guitarrista do Static-X                                                     | Overdose acidental de remédios e álcool                         |
| 22 de dezembro de 2014  | Joe Cocker               | 70    | Inglaterra       | Cantor                                                                                  | Câncer de pulmão                                                |
| 25 de janeiro de 2015   | Demis Roussos            | 68    | Egito            | Cantor, ex-vocalista e baixista do Aphrodite's Child                                    | Câncer no estômago                                              |
| 22 de fevereiro de 2015 | Renato Rocha             | 53    | Brasil           | Ex-baixista da Legião Urbana                                                            | Ataque cardíaco                                                 |
| 27 de junho de 2015     | Chris Squire             | 67    | Inglaterra       | Baixista do Yes                                                                         | Leucemia                                                        |
| 11 de novembro de 2015  | Phil Taylor              | 61    | Inglaterra       | Ex-baterista do Motörhead                                                               | Insuficiência hepática                                          |
| 3 de dezembro de 2015   | Scott Weiland            | 48    | Estados Unidos   | Ex-vocalista do Stone Temple Pilots e Velvet Revolver                                   | Overdose de cocaína, MDA e álcool                               |
| 28 de dezembro de 2015  | Lemmy Kilmister          | 70    | Inglaterra       | Baixista e vocalista do Motörhead                                                       | Câncer                                                          |
| 10 de janeiro de 2016   | David Bowie              | 69    | Inglaterra       | Cantor                                                                                  | Câncer no fígado                                                |
| 18 de janeiro de 2016   | Glenn Frey               | 67    | Estados Unidos   | Cantor, guitarrista e membro fundador dos Eagles                                        | Inflamação nas articulações, intestino e pulmões                |
| 8 de março de 2016      | George Martin            | 90    | Inglaterra       | Produtor musical, arranjador, compositor, engenheiro sonoro e maestro                   | Causa não divulgada                                             |
| 10 de março de 2016     | Keith Emerson            | 71    | Inglaterra       | Tecladista do Emerson, Lake & Palmer                                                    | Suicídio por arma de fogo                                       |
| 21 de maio de 2016      | Nick Menza               | 51    | Alemanha         | Ex-baterista da banda Megadeth                                                          | Ataque cardíaco                                                 |
| 20 de agosto de 2016    | Tom Searle               | 28    | Inglaterra       | Guitarrista do Architects                                                               | Câncer                                                          |
| 7 de dezembro de 2016   | Greg Lake                | 69    | Inglaterra       | Ex-integrante dos grupos King Crimson e Emerson, Lake & Palmer                          | Câncer                                                          |
| 24 de dezembro de 2016  | Rick Partfitt            | 68    | Inglaterra       | Guitarrista do Status Quo                                                               | Septicemia decorrente de lesão infectada no ombro               |
| 31 de janeiro de 2017   | John Wetton              | 67    | Inglaterra       | Baixista e vocalista do Asia                                                            | Câncer de cólon                                                 |
| 18 de março de 2017     | Chuck Berry              | 90    | Estados Unidos   | Compositor, cantor e guitarrista                                                        | Causas naturais                                                 |
| 23 de abril de 2017     | Jerry Adriani            | 70    | Brasil           | Cantor                                                                                  | Câncer no pâncreas                                              |
| 17 de maio de 2017      | Chris Cornell            | 52    | Estados Unidos   | Cantor, guitarrista e compositor das bandas Soundgarden, Audioslave e Temple of the Dog | Suicídio por enforcamento                                       |
| 19 de maio de 2017      | Kid Vinil                | 62    | Brasil           | Ex-vocalista do Magazine                                                                | Parada cardíaca                                                 |
| 27 de maio de 2017      | Gregg Allman             | 69    | Estados Unidos   | Vocalista e tecladista do The Allman Brothers Band                                      | Câncer no fígado                                                |
| 8 de junho de 2017      | Karl Hummel              | 50    | Brasil           | Ex-guitarrista do Camisa de Vênus                                                       | Complicações no fígado                                          |
| 20 de julho de 2017     | Chester Bennington       | 41    | Estados Unidos   | Vocalista do Linkin Park                                                                | Suicídio por enforcamento                                       |
| 2 de outubro de 2017    | Tom Petty                | 66    | Estados Unidos   | Cantor e guitarrista                                                                    | Ataque cardíaco                                                 |
| 22 de outubro de 2017   | George Young             | 70    | Escócia          | Cantor, compositor e ex-membro do The Easybeats                                         | Causa não divulgada                                             |
| 9 de novembro de 2017   | Chuck Mosley             | 57    | Estados Unidos   | Ex-vocalista do Faith No More                                                           | Provável overdose de heroína                                    |
| 12 de novembro de 2017  | Chad Hanks               | 46    | Estados Unidos   | Baixista do American Head Charge                                                        | Câncer                                                          |
| 18 de novembro de 2017  | Malcolm Young            | 64    | Escócia          | Ex-guitarrista do AC/DC                                                                 | Complicações decorrentes de Mal de Alzheimer                    |
| 4 de janeiro de 2018    | Ray Thomas               | 76    | Inglaterra       | Flautista e vocalista do Moody Blues                                                    | Câncer de próstata                                              |
| 10 de janeiro de 2018   | Eddie Clarke             | 67    | Inglaterra       | Ex-guitarrista do Motörhead                                                             | Pneumonia                                                       |
| 15 de janeiro de 2018   | Dolores O'Riordan        | 46    | Irlanda          | Vocalista do The Cranberries                                                            | Afogamento                                                      |
| 16 de janeiro de 2018   | Dave Holland             | 69    | Inglaterra       | Ex-baterista do Trapeze e Judas Priest                                                  | Causa não divulgada                                             |
| 7 de fevereiro de 2018  | Pat Torpey               | 64    | Estados Unidos   | Baterista do Mr. Big                                                                    | Complicações decorrentes do Mal de Parkinson                    |
| 22 de junho de 2018     | Vinnie Paul Abbott       | 54    | Estados Unidos   | Ex-baterista das bandas Pantera e Damageplan                                            | Insuficiência cardíaca                                          |
| 27 de setembro de 2018  | Marty Balin              | 76    | Estados Unidos   | Vocalista do Jefferson Airplane                                                         | Causa não divulgada                                             |
| 25 de fevereiro de 2019 | Mark Hollis              | 64    | Inglaterra       | Ex-vocalista do Talk Talk                                                               | Causa não divulgada                                             |
| 18 de janeiro de 2019   | Marcelo Yuka             | 53    | Brasil           | Ex-baterista da banda O Rappa                                                           | Complicações decorrentes de AVC                                 |
| 7 de junho de 2019      | Serguei                  | 85    | Brasil           | Cantor e compositor                                                                     | pneumonia (problemas cardíacos)                                 |
| 8 de junho de 2019      | André Matos              | 47    | Brasil           | Ex-vocalista do Viper, Angra e Shaman                                                   | Ataque cardíaco                                                 |
| 22 de junho de 2019     | Paulo Pagni              | 61    | Brasil           | Ex-baterista do RPM                                                                     | Fibrose pulmonar                                                |
| 13 de setembro de 2019  | Eddie Money              | 70    | Estados Unidos   | Cantor e compositor                                                                     | Câncer no esôfago                                               |
| 15 de setembro de 2019  | Ric Ocasek               | 75    | Estados Unidos   | Ex-guitarrista e vocalista do The Cars                                                  | Causas naturais                                                 |
| 6 de outubro de 2019    | Ginger Baker             | 80    | Inglaterra       | Ex-baterista do Cream                                                                   | Causas naturais                                                 |
| 9 de dezembro de 2019   | Marie Fredriksson        | 61    | Suécia           | Vocalista do Roxette                                                                    | Câncer no cérebro                                               |

## Década de 2020
| Data                    | Nome              | Idade | Origem         | Atuação | Causa                                                                                       |
| ----------------------- | ----------------- | ----- | -------------- | --- | ------------------------------------------------------------------------------------------- |
| 7 de janeiro de 2020    | Neil Peart        | 67    | Canadá         | Baterista do Rush | Câncer no cérebro                                                                           |
| 20 de março de 2020     | Kenny Rogers      | 81    | Estados Unidos | Cantor, compositor e produtor musical                                                                                   | Causas naturais                                                                             |
| 1 de abril de 2020      | Adam Schlesinger  | 52    | Estados Unidos | Compositor, produtor musical e guitarrista                                                                              | COVID-19                                                                                    |
| 13 de abril de 2020     | Moraes Moreira    | 72    | Brasil         | Vocalista dos Novos Baianos                                                                                             | Enfarte agudo do miocárdio                                                                  |
| 21 de abril de 2020     | Derek Jones       | 35    | Estados Unidos | Guitarrista do Falling In Reverse                                                                                       | Causa não divulgada                                                                         |
| 5 de maio de 2020       | Ciro Pessoa       | 62    | Brasil         | Ex-vocalista dos Titãs e do Cabine C                                                                                    | COVID-19                                                                                    |
| 9 de maio de 2020       | Little Richard    | 87    | Estados Unidos | Cantor, compositor e pianista                                                                                           | Tumor ósseo                                                                                 |
| 4 de junho de 2020      | Steve Priest      | 72    | Inglaterra     | Baixista e vocalista do Sweet                                                                                           | Causa não divulgada                                                                         |
| 25 de julho de 2020     | Peter Green       | 73    | Inglaterra     | Ex-guitarrista e vocalista do Fleetwood Mac                                                                             | Causas naturais                                                                             |
| 28 de julho de 2020     | Rodrigo Rodrigues | 45    | Brasil         | Guitarrista do The Soundtrackers                                                                                        | Trombose venosa cerebral decorrente de COVID-19                                             |
| 28 de julho de 2020     | Renato Barros     | 76    | Brasil         | Guitarrista e vocalista do Renato e Seus Blue Caps                                                                      | Infecção pulmonar                                                                           |
| 11 de agosto de 2020    | Trini Lopez       | 83    | Estados Unidos | Cantor e guitarrista | COVID-19                                                                                    |
| 14 de agosto de 2020    | Pete Way          | 69    | Inglaterra     | Ex-baixista do UFO, Fastway e Ozzy Osbourne                                                                             | Em decorrência dos ferimentos causados em um acidente dois meses antes                      |
| 18 de agosto de 2020    | Jack Sherman      | 64    | Estados Unidos | Ex-guitarrista do Red Hot Chili Peppers                                                                                 | Enfarte agudo do miocárdio                                                                  |
| 6 de outubro de 2020    | Eddie Van Halen   | 65    | Países Baixos  | Produtor musical e guitarrista do Van Halen                                                                             | Câncer na garganta                                                                          |
| 19 de outubro de 2020   | Tony Lewis        | 62    | Inglaterra     | Ex-baixista e vocalista do The Outfield                                                                                 | Causa não divulgada                                                                         |
| 4 de novembro de 2020   | Ken Hensley       | 75    | Inglaterra     | Ex-tecladista, guitarrista e vocalista do Uriah Heep                                                                    | Causa não divulgada                                                                         |
| 8 de novembro de 2020   | Vanusa            | 73    | Brasil         | Cantora e compositora                                                                                                   | Insuficiência respiratória                                                                  |
| 14 de dezembro de 2020  | Paulinho          | 68    | Brasil         | Percussionista e vocalista do Roupa Nova                                                                                | COVID-19                                                                                    |
| 23 de dezembro de 2020  | Leslie West       | 75    | Estados Unidos | Guitarrista e vocalista do Mountain                                                                                     | Parada cardíaca                                                                             |
| 3 de janeiro de 2021    | Gerry Marsden     | 78    | Inglaterra     | Guitarrista e vocalista do Gerry & The Pacemakers                                                                       | Infecção cardíaca                                                                           |
| 13 de janeiro de 2021   | Sylvain Sylvain   | 69    | Egito          | Ex-guitarrista, baixista e pianista do New York Dolls                                                                   | Câncer                                                                                      |
| 16 de janeiro de 2021   | Phil Spector      | 81    | Estados Unidos | Ex-produtor musical e compositor                                                                                        | COVID-19                                                                                    |
| 29 de janeiro de 2021   | Hilton Valentine  | 77    | Inglaterra     | Ex-guitarrista do The Animals                                                                                           | Causa não divulgada                                                                         |
| 29 de junho de 2021     | John Lawton       | 74    | Inglaterra     | Ex-vocalista do Lucifer's Friend e Uriah Heep                                                                           | Causa não divulgada                                                                         |
| 26 de julho de 2021     | Joey Jordison     | 46    | Estados Unidos | Ex-baterista das bandas Slipknot, Scar the Martyr e ex-guitarrista do Murderdolls                                       | Causa não divulgada                                                                         |
| 28 de julho de 2021     | Dusty Hill        | 72    | Estados Unidos | Baixista e vocalista do ZZ Top                                                                                          | Causa não divulgada                                                                         |
| 21 de agosto de 2021    | Don Ervely        | 84    | Estados Unidos | Integrante do The Everly Brothers                                                                                       | Ataque cardíaco                                                                             |
| 23 de agosto de 2021    | Paulo Rafael      | 66    | Brasil         | Guitarrista do Ave Sangria                                                                                              | Câncer                                                                                      |
| 24 de agosto de 2021    | Charlie Watts     | 80    | Inglaterra     | Baterista do The Rolling Stones                                                                                         | Causa não divulgada                                                                         |
| 10 de janeiro de 2022   | Burke Shelley     | 71    | País de Gales  | Baixista e vocalista do Budgie                                                                                          | Complicações causadas por aneurisma da aorta                                                |
| 20 de janeiro de 2022   | Meat Loaf         | 74    | Estados Unidos | Cantor | COVID-19                                                                                    |
| 19 de fevereiro de 2022 | Gary Brooker      | 76    | Inglaterra     | Cantor e compositor; pianista e vocalista da banda Procol Harum.                                                        | Câncer                                                                                      |
| 22 de fevereiro de 2022 | Mark Lanegan      | 57    | Estados Unidos | Ex-vocalista do Screaming Trees                                                                                         | Causa não divulgada                                                                         |
| 25 de março de 2022     | Taylor Hawkins    | 50    | Estados Unidos | Baterista do Foo Fighters e ex-baterista de Alanis Morrisette                                                           | Overdose                                                                                    |
| 13 de abril de 2022     | Tim Feerick       | 34    | Estados Unidos | Baixista do Dance Gavin Dance                                                                                           | Causa não divulgada                                                                         |
| 17 de maio de 2022      | Vangelis          | 79    | Grécia         | Ex-tecladista do Aphrodite's Child                                                                                      | COVID-19                                                                                    |
| 5 de junho de 2022      | Alec John Such    | 70    | Estados Unidos | Ex-baixista do Bon Jovi                                                                                                 | Ataque cardíaco                                                                             |
| 22 de outubro de 2022   | Luiz Galvão       | 87    | Brasil         | Poeta; letrista e fundador dos Novos Baianos                                                                            | Causa não divulgada                                                                         |
| 28 de outubro de 2022   | Jerry Lee Lewis   | 87    | Estados Unidos | Cantor, compositor e pianista                                                                                           | Causa não divulgada                                                                         |
| 28 de outubro de 2022   | D.H. Peligro      | 63    | Estados Unidos | Baterista do The Dead Kennedys e ex-baterista do Red Hot Chili Peppers                                                  | Acidente doméstico                                                                          |
| 8 de novembro de 2022   | Dan McCafferty    | 76    | Escócia        | Ex-vocalista do Nazareth                                                                                                | Causa não divulgada                                                                         |
| 9 de novembro de 2022   | Gal Costa         | 77    | Brasil         | Cantora e compositora; um dos principais nomes do movimento tropicalista                                                | Ataque cardíaco e neoplasia maligna de cabeça e pescoço                                     |
| 22 de novembro de 2022  | Erasmo Carlos     | 81    | Brasil         | Cantor e compositor; principal parceiro musical de Roberto Carlos                                                       | Paniculite complicada por sepse de origem cutânea                                           |
| 10 de janeiro de 2023   | Jeff Beck         | 78    | Inglaterra     | Guitarrista do The Jeff Beck Group e ex-guitarrista do The Yardbirds                                                    | Meningite                                                                                   |
| 18 de janeiro de 2023   | David Crosby      | 81    | Estados Unidos | Guitarrista e vocalista do Crosby, Stills & Nash, Crosby, Stills, Nash & Young; ex-guitarrista e vocalista do The Byrds | Causa não divulgada                                                                         |
| 5 de março de 2023      | Gary Rossington   | 71    | Estados Unidos | Guitarrista do Lynyrd Skynyrd                                                                                           | Causa não divulgada                                                                         |
| 13 de março de 2023     | Canisso           | 57    | Brasil         | Baixista do Raimundos e ex-baixista do Rodox                                                                            | Ataque cardíaco                                                                             |
| 8 de maio de 2023       | Rita Lee          | 75    | Brasil         | Cantora, compositora, multi-instrumentista, ex-integrante de Os Mutantes e Tutti Frutti                                 | Câncer de pulmão                                                                            |
| 19 de maio de 2023      | Andy Rourke       | 59    | Inglaterra     | Baixista do The Smiths                                                                                                  | Câncer no pâncreas                                                                          |
| 24 de maio de 2023      | Tina Turner       | 83    | Estados Unidos | Cantora | Causas naturais                                                                             |
| 15 de junho de 2023     | Luiz Schiavon     | 64    | Brasil         | Tecladista e fundador do RPM                                                                                            | Complicações devido a cirugia de tratamento de uma doença autoimune.                        |
| 26 de julho de 2023     | Sinéad O'Connor   | 56    | Irlanda        | Cantora | Causas naturais.                                                                            |
| 5 de agosto de 2023     | Claudio Lopes     | 59    | Brasil         | Baixista da Dorsal Atlântica                                                                                            | Parada cardíaca.                                                                            |
| 9 de agosto de 2023     | Robbie Robertson  | 80    | Canadá         | Ex-guitarrista da The Band                                                                                              | Câncer de prostata.                                                                         |
| 25 de agosto de 2023    | Carlos Gonzaga    | 99    | Brasil         | Cantor | Causa não divulgada                                                                         |
| 4 de setembro de 2023   | Steve Harwell     | 56    | Estados Unidos | Vocalista do Smash Mouth                                                                                                | Insuficiência hepática.                                                                     |
| 21 de outubro de 2023   | Celso Vecchione   | 74    | Brasil         | Guitarrista do Made in Brazil                                                                                           | Causa não divulgada.                                                                        |
| 29 de outubro de 2023   | Heath             | 55    | Japão          | Baixista do X Japan | Câncer.                                                                                     |
| 26 de novembro de 2023  | Geordie Walker    | 64    | Inglaterra     | Guitarrista do Killing Joke                                                                                             | Derrame.                                                                                    |
| 28 de novembro de 2023  | Lanny Gordin      | 72    | China          | Guitarrista | Pneunomia.                                                                                  |
| 30 de novembro de 2023  | Shane MacGowan    | 65    | Irlanda        | Ex-vocalista do The Pogues                                                                                              | Encefalite viral.                                                                           |
| 5 de dezembro de 2023   | Denny Laine       | 79    | Inglaterra     | Ex-guitarrista do The Moody Blues e Wings                                                                               | Doença pulmonar intersticial.                                                               |
| 26 de dezembro de 2023  | Jabá              | 60    | Brasil         | Ex-baixista do Ratos de Porão                                                                                           | Causa não divulgada.                                                                        |
| 9 de janeiro de 2024    | James Kottak      | 61    | Estados Unidos | Ex-baterista do Scorpions                                                                                               | Causa não divulgada.                                                                        |
| 20 de janeiro de 2024   | Greg Wilson       | 60    | Estados Unidos | Vocalista e guitarrista do Blues Etílicos                                                                               | Câncer.                                                                                     |
| 2 de fevereiro de 2024  | Wayne Kramer      | 75    | Estados Unidos | Fundador e ex-vocalista e guitarrista do MC5                                                                            | Câncer pancreático.                                                                         |
| 26 de março de 2024     | João Vicenti      | 58    | Brasil         | Gaiteiro e tecladista do Nenhum de Nós                                                                                  | Câncer no rim.                                                                              |
| 5 de abril de 2024      | C. J. Snare       | 64    | Estados Unidos | Vocalista do FireHouse                                                                                                  | Câncer.                                                                                     |
| 18 de abril de 2024     | Dickey Betts      | 80    | Estados Unidos | Ex-guitarrista do The Allman Brothers Band                                                                              | Doença pulmonar obstrutiva crónica e câncer.                                                |
| 7 de maio de 2024       | Steve Albini      | 61    | Estados Unidos | Produtor musical | Ataque cardíaco.                                                                            |
| 9 de maio de 2024       | Dennis Thompson   | 75    | Estados Unidos | Ex-baterista do MC5 | Causa não divulgada.                                                                        |
| 24 de junho de 2024     | Seth Binzer       | 49    | Estados Unidos | Vocalista do Crazy Town                                                                                                 | Overdose.                                                                                   |
| 27 de setembro de 2024  | Pit Passarell     | 56    | Argentina      | Baixista e fundador do Viper                                                                                            | Câncer no pâncreas.                                                                         |
| 21 de outubro de 2024   | Paul Di'Anno      | 66    | Inglaterra     | Ex-vocalista do Iron Maiden                                                                                             | Causa não divulgada.                                                                        |
| 25 de outubro de 2024   | Phil Lesh         | 84    | Estados Unidos | Membro fundador e Ex-baixista do Grateful Dead                                                                          | Causa não divulgada.                                                                        |
| 18 de novembro de 2024  | Colin Petersen    | 78    | Austrália      | Ex-baterista do Bee Gees                                                                                                | Causa não divulgada.                                                                        |
| 26 de novembro de 2024  | Bob Bryar         | 44    | Estados Unidos | Ex-baterista do My Chemical Romance                                                                                     | Causa não divulgada.                                                                        |
| ?? de dezembro de 2024  | John Sykes        | 65    | Inglaterra     | Ex-guitarrista do Whitesnake e Thin Lizzy                                                                               | Câncer.                                                                                     |
| 21 de janeiro de 2025   | Garth Hudson      | 87    | Canadá         | Ex-tecladista do The Band                                                                                               | Causa não divulgada.                                                                        |
| 22 de fevereiro de 2025 | Lílian            | 76    | Brasil         | Cantora | Tumor.                                                                                      |
| 28 de fevereiro de 2025 | David Johansen    | 75    | Estados Unidos | Ex-vocalista do New York Dolls                                                                                          | Câncer.                                                                                     |
| 1 de março de 2025      | Joey Molland      | 77    | Inglaterra     | Ex-guitarrista do Badfinger                                                                                             | Causa não divulgada.                                                                        |
| 6 de abril de 2025      | Clem Burke        | 70    | Estados Unidos | Baterista do Blondie e ex-baterista dos Ramones                                                                         | Câncer.                                                                                     |
| 24 de abril de 2025     | Edy Star          | 87    | Brasil         | Cantor | Complicações de insuficiência respiratória, insuficiência renal aguda e pancreatite aguda.. |
| 29 de abril de 2025     | Mike Peters       | 66    | Pais de Gales  | Vocalista do The Alarm                                                                                                  | Câncer.                                                                                     |
| 11 de junho de 2025     | Brian Wilson      | 82    | Estados Unidos | Vocalista e membro fundador do The Beach Boys                                                                           | Causa não divulgada.                                                                        |
| 22 de julho de 2025     | Ozzy Osbourne     | 76    | Inglaterra     | Cantor solo e compositor; membro fundador e ex-vocalista do Black Sabbath                                               | Causa não divulgada.                                                                        |